# 13e étape du Tour d'Italie 1999
Pour un article plus général, voir Tour d'Italie 1999.
La 13e étape du Tour d'Italie 1999 s'est déroulée le 27 mai dans les régions Émilie-Romagne et Ligurie. Le parcours de 243 kilomètres était disputé entre Sassuolo, dans la Province de Modène et Rapallo, dans celle de Gênes. Elle a été remportée par le Français Richard Virenque de la formation italienne Polti.

## Récit
Richard Virenque s'impose au sprint devant son compagnon d'échappée Santiago Blanco. C'est sa première victoire depuis son retour à la compétition à la suite de l'affaire Festina, et son unique victoire de la saison. Laurent Jalabert conserve le maillot rose avant une journée de repos et trois étapes de montagne.

## Classement de l'étape
| \| 1. \| Richard Virenque \| \| Polti \| en \| \| \| 2. \| Santiago Blanco \| \| Vitalicio \| + \| 0 s \| \| 3. \| Davide Rebellin \| \| Polti \| \| 21 s \| |                  |  |           |    |      |
| 1. | Richard Virenque |  | Polti     | en |      |
| 2. | Santiago Blanco  |  | Vitalicio | +  | 0 s  |
| 3. | Davide Rebellin  |  | Polti     |    | 21 s |

## Classement général
| \| 1. \| Laurent Jalabert \| \| ONCE \| en \| \| \| 2. \| Marco Pantani \| \| Mercatone Uno \| + \| 4 s \| \| 3. \| Serhiy Honchar \| \| Vini Caldirola \| \| 1 min 13 s \| |                  |  |                |    |            |
| 1. | Laurent Jalabert |  | ONCE           | en |            |
| 2. | Marco Pantani    |  | Mercatone Uno  | +  | 4 s        |
| 3. | Serhiy Honchar   |  | Vini Caldirola |    | 1 min 13 s |